# Hongaarse minderheid in Slowakije

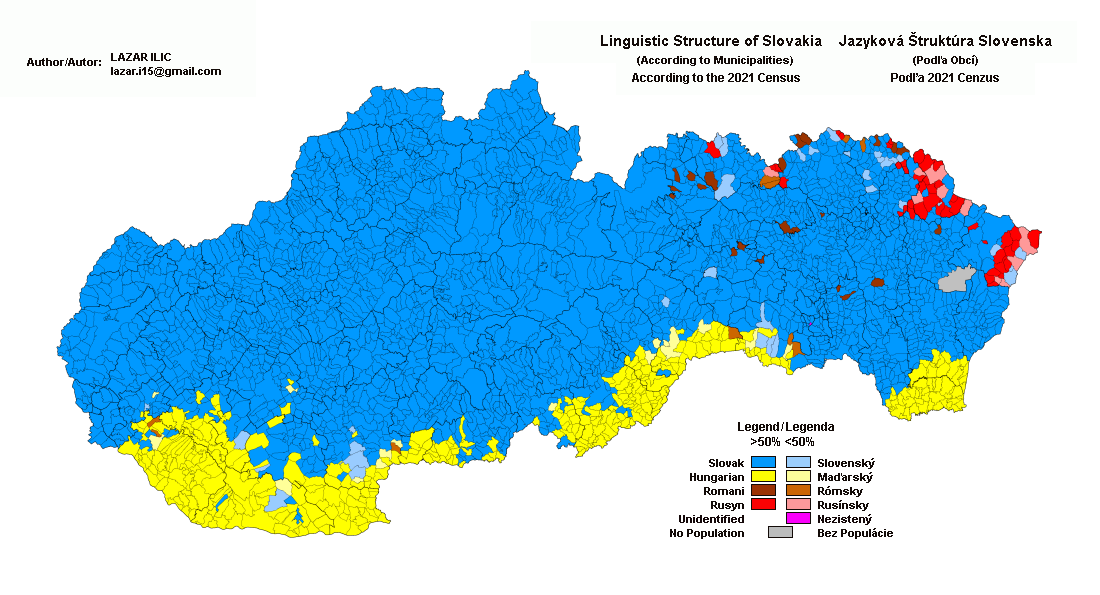
Taalsituatie in Slowakije volgens Census van 2021.

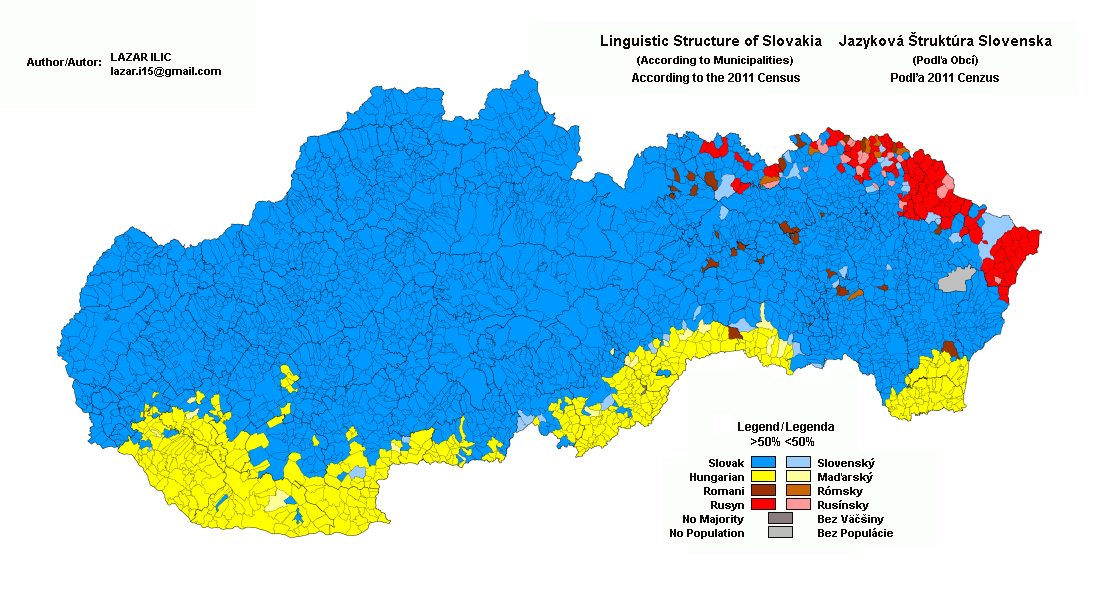
Taalsituatie in Slowakije volgens Census van 2011.

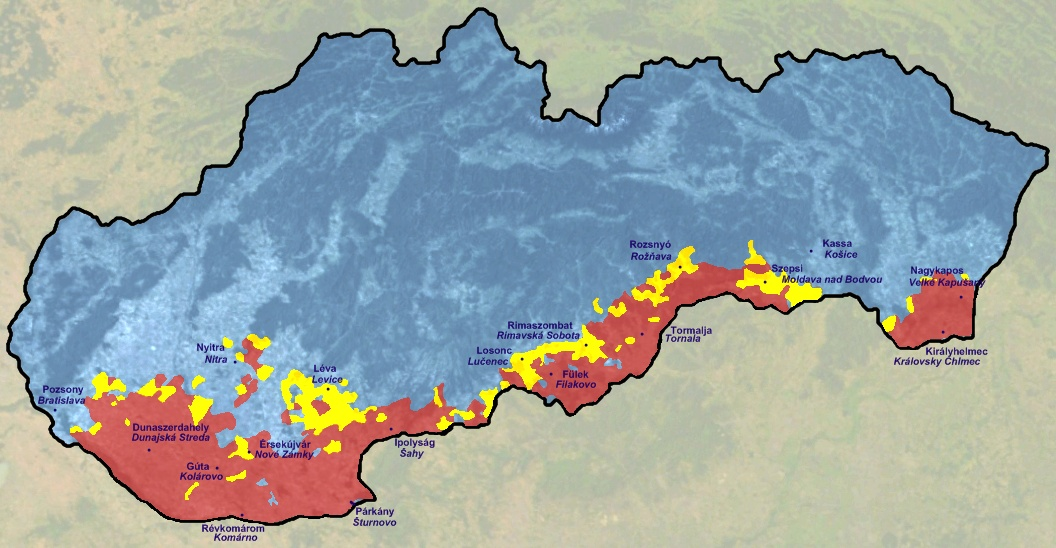
Hongaren in Slowakije(census 2001)
50-100%
10-50%
0-10%

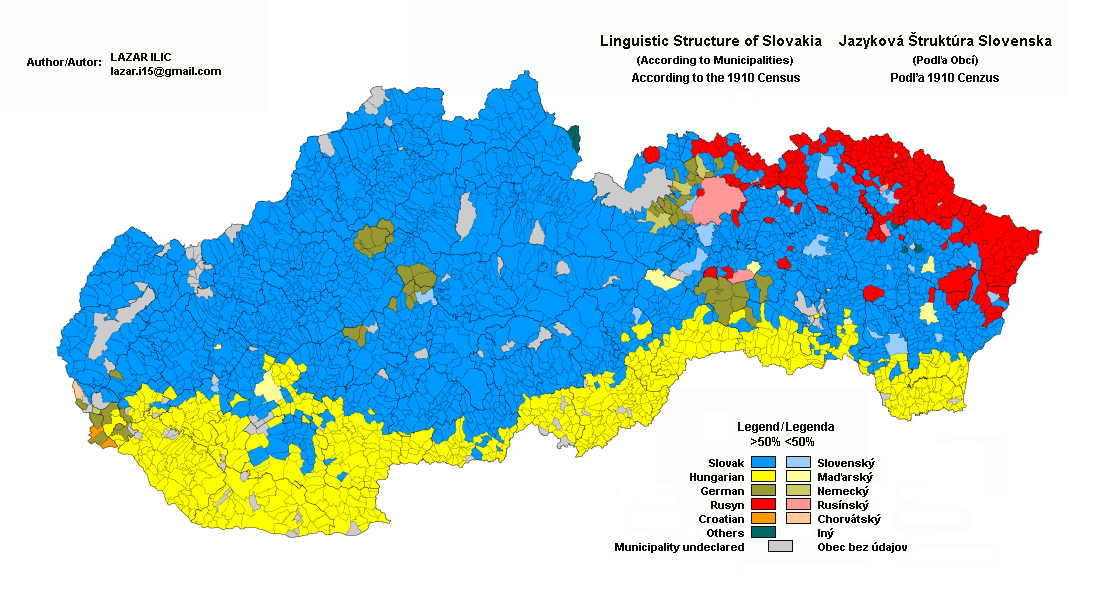
Taalsituatie in Slowakije volgens census van 1910

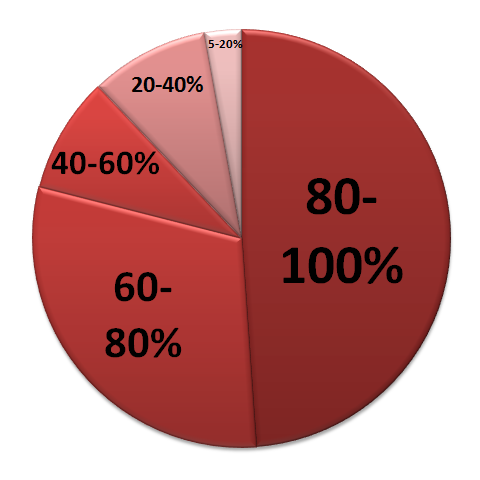
Hongaren in Slowakije volgens de volkstelling van 1991. Bijna de helft van de Hongaren in Slowakije woont in plaatsen waar ze een meerderheid vormen van meer dan 80%.

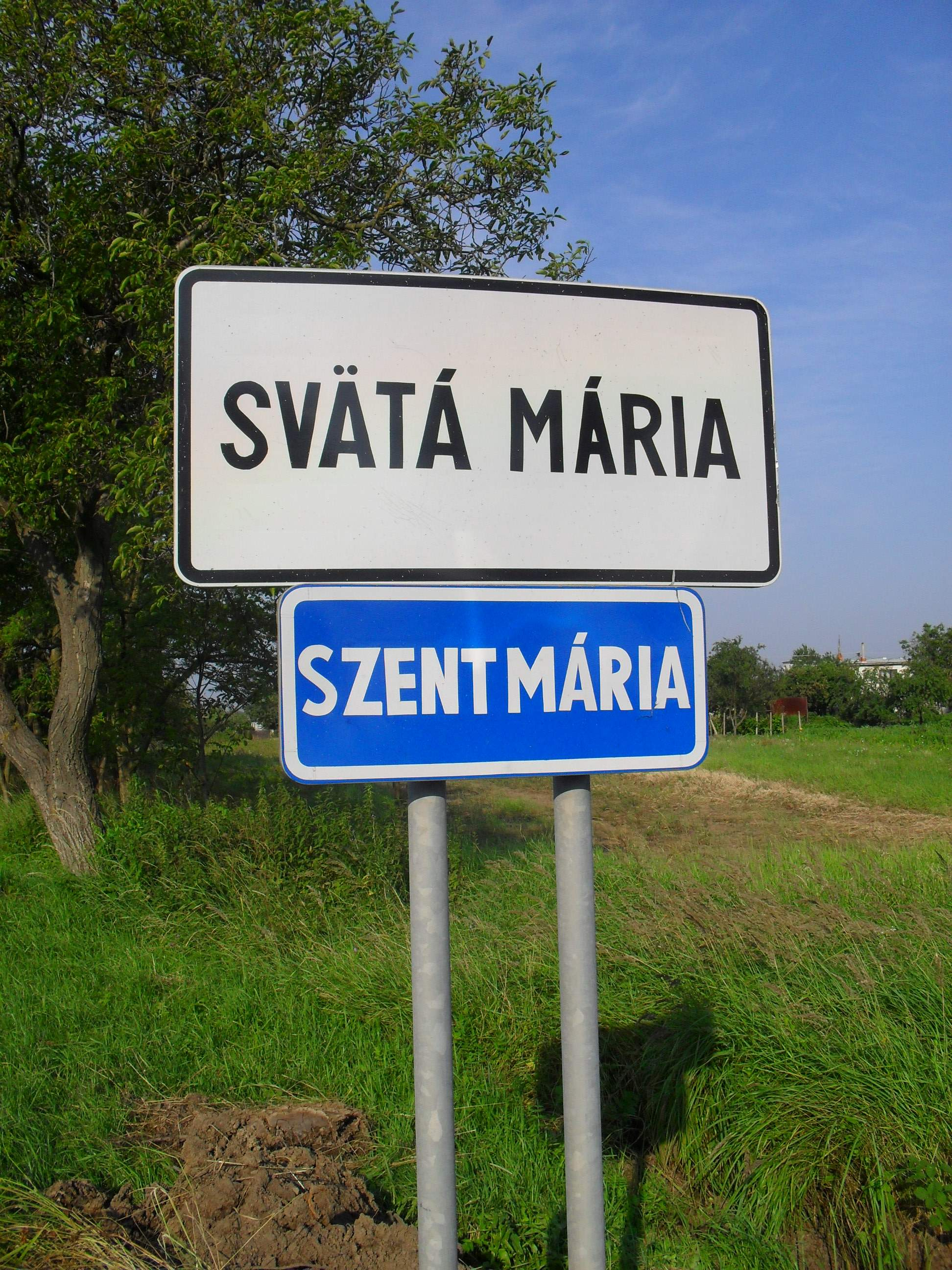
Tweetalig Slowaaks-Hongaars plaatsnaambord in Slowakije

De Hongaarse minderheid in Slowakije is volgens de census van 2021 met 422.065 mensen de grootste minderheid in Slowakije en maakt 7,75% van de totale bevolking van het land uit (in 2011: 458.467 mensen en 8,5% van de totale bevolking). Het is na de Hongaarse minderheid in Roemenië de grootste Hongaarse gemeenschap buiten Hongarije. In de census geeft overigens 9,4% van de Slowaakse bevolking aan dat het Hongaars zijn/haar moedertaal is.
De Hongaren wonen geconcentreerd in het zuidelijk deel van het land, nabij de grens met Hongarije. Ze vormen de meerderheid in de districten Komárno (rond de stad Komárno/Komárom, in de regio Nitra) en Dunajská Streda (in de regio Trnava). Het meest Hongaarse gebied in Slowakije is gelegen op het riviereiland Csallóköz/Žitný ostrov.

## Geschiedenis van de Hongaarse minderheid in Slowakije
De Hongaarse minderheid in Slowakije is ontstaan door het verdrag van Trianon in 1920. Toen werd uit het voormalige Habsburgse rijk (Oostenrijk-Hongarije) onder andere de nieuwe staat Tsjechoslowakije gevormd. De grenzen van deze staat liepen niet gelijk met de grenzen van de etnische bevolkingsgroepen. Op deze manier kwamen de Hongaren die nu een minderheid zijn in Slowakije van de ene op de andere dag terecht van hun moederland Hongarije in het nieuwe Tsjechoslowakije. Vanaf dat moment werden de Hongaren onderwerp van een politiek tot Slowakisering.
In 1938 werd met de Eerste Scheidsrechterlijke Uitspraak van Wenen de grens tussen Hongarije en Slowakije aangepast zodat de gebieden waar in meerderheid Hongaren woonden weer werden aangesloten bij Hongarije. In 1944 werd deze grenscorrectie weer ongedaan gemaakt en werden de Hongaren door de decreten van Edvard Beneš als collectieve schuldige aangewezen van de bezetting van Tsjechoslowakije in de Tweede Wereldoorlog. Als gevolg hiervan kwam in 1948 de gedwongen Tsjechoslowaaks-Hongaarse bevolkingsruil tot stand. Hiermee verloren steden als bijvoorbeeld Galanta en Bratislava veel Hongaarse inwoners ten gunste van de Slowaken die onder andere vanuit de Hongaarse provincie Békés overkwamen. Sinds 1993 is er met het ontstaan van de republiek Slowakije nu sprake van een Hongaarse minderheid in Slowakije die ongeveer 10 procent van de Slowaakse bevolking uitmaakt.

## Bevolking
De Hongaarse minderheid in Slowakije maakt ongeveer 10 procent van de bevolking van Slowakije uit. 
Tijdens de volkstelling van 2011 leverde de vraag naar de moedertaal het volgende beeld op:
| Regio           | Aantal Hongaarstaligen | Aandeel in de bevolking |
| --------------- | ---------------------- | ----------------------- |
| Bratislava      | 25.520                 | 4,2%                    |
| Trnava          | 125.972                | 22,7%                   |
| Trenčín         | 1.119                  | 0,2%                    |
| Nitra           | 183.535                | 26,6%                   |
| Žilina          | 759                    | 0,1%                    |
| Banská Bystrica | 79.830                 | 12,1%                   |
| Prešov          | 977                    | 0,1%                    |
| Košice          | 91.002                 | 11,5%                   |
| Totaal          | 508.714                | 9,4%                    |

In 2021 werd tijdens de volkstelling de volgende data vastgelegd van het Hongaars als moedertaal:
| Regio           | Aantal Hongaarstaligen | Aandeel in de bevolking |
| --------------- | ---------------------- | ----------------------- |
| Bratislava      | 21.319                 | 2,96%                   |
| Trnava          | 119.866                | 21,18%                  |
| Trenčín         | 1.044                  | 0,18%                   |
| Nitra           | 161.343                | 23,8%                   |
| Žilina          | 779                    | 0,11%                   |
| Banská Bystrica | 75 861                 | 12,13%                  |
| Prešov          | 1.037                  | 0,13%                   |
| Košice          | 80.926                 | 10,35%                  |
| Totaal          | 462.175                | 8,48%                   |